# Балбриган
Балбриган (на английски: Balbriggan; на ирландски: Baile Brigín) е град в Източна Ирландия. Разположен е в графство Фингал на графство Дъблин, провинция Ленстър на около 35 km северно от столицата Дъблин по северния бряг на Ирландско море. Има жп гара по линията Дъблин-Дроида от 25 май 1844 г. Населението му е 6631 жители от преброяването през 2006 г. 